# Hans Eggimann
Hans Eggimann (* 29. September 1872 in Bern; † 29. Mai 1929 in Bern; reformiert; heimatberechtigt in Sumiswald) war ein Schweizer Maler, Illustrator und Architekt.

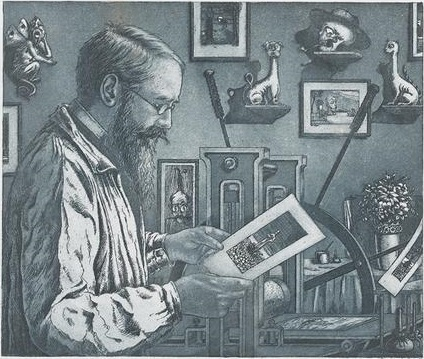
Hans Eggimann, Selbstporträt im Atelier (Radierung «Mein Atelier», 1917)

## Leben
Hans Eggimanns Vater Rudolf Eggimann (1848–1886) aus Sumiswald und seine Mutter Emma Egger (1850–1922) aus Langenthal bewirteten das Hotel «Pfistern» in Bern. Hans hatte einen Bruder, Fritz (1874–1933). Seine Matura erlangte Eggimann in Bern. Von 1891 bis 1895 studierte er Musik, Architektur und Malerei an der Technischen Hochschule Dresden sowie von 1899 bis 1901 an der École nationale supérieure des beaux-arts de Paris. Sein Onkel Hektor Egger verstarb um die Jahrhundertwende, worauf Eggimann dessen Baugeschäft in Langenthal für fünf Jahre übernahm. Zu dieser Zeit heiratete er Anna Krügle († 3. Dezember 1954) aus Berwangen (Deutschland).
Hans Eggimann wirkte 1896 am Bau der Kornhausbrücke und 1897/1898 an der Innenarchitektur des Berner Rathauses mit. In den frühen Berufsjahren arbeitete er zudem an den Plänen des Postgebäudes in Lausanne. Ab 1906 liess sich Eggimann endgültig in Bern nieder und eröffnete ein Büro für Architektur und Kunstgewerbe an der Monbijoustrasse 23, er zog zwei Jahre später an die Schwarztorstrasse 18 um. 
Für das von Hans Reinhart geschriebene Theaterstück Der Garten des Paradieses, das 1909 in Winterthur aufgeführt wurde, entwarf Eggimann das Bühnenbild und die Kostüme. Im Jahr 1908 erlernte er bei Albert Welti das Radieren. Eggimann malte vorwiegend Landschaften und Märchenbilder, mit denen er auch zahlreiche Bücher illustrierte. Zudem spezialisierte er sich auf Radierungen mit fantastischen und satirischen Inhalten (Satiren und Einfälle. Orell Füssli, Zürich 1914). 1923 war er Mitgründer und Mitarbeiter der Monatsschrift Berner Bärenspiegel (Schweizerische humoristisch-satirische Monatsschrift). Am 29. Mai 1929 stürzte sich Hans Eggimann von der Kirchenfeldbrücke.

## Illustrationen
- 1913: Gian Bundi: Aus dem Engadin, Francke Verlag, Bern
- 1914: Hans Eggimann: Satiren und Einfälle, Orell Füssli, Zürich
- 1919: Hedwig Correvon: Gespenstergeschichten aus Bern, Union-Verlag, Bern
- 1922: Carl Seelig: Im Märchenwald, Louis Ehrli, Sarnen
- 1923: Nold Halder: Aus einem alten Nest, Sagen und Spukgeschichten aus Lenzburg, H. R. Sauerländer & Co.
- 1923–1929: 129 Zeichnungen für die Satirezeitschrift «Bärenspiegel»
- 2007: Des Esels Ei und die Drachen, Märchen aus dem Engadin, Südostschweiz-Buchverlag

## Radierungen
- 1910: «Arbeitslos», Platte: 27 × 15,5 cm, Blatt: 41,6 × 35,7 cm
- 1910: «Das Leben», Platte: 29,8 × 17,3 cm, Blatt: 41,7 × 35,5 cm
- 1910: «Das Sterben», Platte: 25,3 × 10,5 cm, Blatt: 41,5 × 36 cm
- 1910: «Das Verlangen», Platte: 16,5 × 22,5 cm, Blatt: 35,5 × 41,5 cm
- 1910: «Der Ämtlifresser», Platte: 13,5 × 10,5 cm, Blatt: 41,5 × 35,5 cm
- 1910: «Der Arzt», Platte: 11,5 x 16,6 cm, Blatt: 35,6 x 41,5 cm
- 1910: «Der Radierer», Platte: 11,5 × 9,5 cm, Blatt: 41,5 × 35,4 cm
- 1910: «Die Einfalt», Platte: 18,5 × 14,1 cm, Blatt: 41,6 × 35,7 cm
- 1910: «Kritteln kann der enge Schulverstand, doch schaffen nur…», Platte: 21,4 × 13,8 cm
- 1910: «Nach dem Familienkonzert», Platte: 13,7 × 15 cm, Blatt: 28,7 × 33 cm
- 1910: «Neujahrskarte 1911 (2 Misthaufen)», Platte: 57 × 11,1 cm, Blatt: 15 × 20 cm
- 1911: «Abendfrieden», Platte: 22,1 × 31,6 cm, Blatt: 38,3 × 56,1 cm
- 1911: «Am Genfersee», Platte: 10,9 × 16,8 cm, Blatt: 38,2 × 55,9 cm
- 1911: «Der Frühlingsdichter», Platte: 14,5 × 17,2 cm, Blatt: 38 × 55,9 cm
- 1911: «Der Nörgler», Platte: 27,7 × 18,9 cm, Blatt: 56 × 38,5 cm
- 1911: «Der Protz», Platte: 19,1 × 9,9 cm, Blatt: 55,8 × 38 cm
- 1911: «Der Weltverächter», Platte: 23 × 17,8 cm, Blatt 56 × 38,3 cm
- 1911: «Die Verleumdung I», Platte: 20,5 × 14,8 cm, Blatt: 55,9 × 38 cm
- 1911: «Die Verleumdung II», Platte: 20,2 × 14,7 cm, Blatt: 56,1 × 38,3 cm
- 1911: «Einsam», Platte: 11,8 × 18,6 cm, Blatt: 16,4 × 30,8 cm
- 1911: «Erwartung», Platte: 15,5 × 9,5cm, Blatt: 38,2 × 26 cm
- 1911: «Kennst du das Land wo…», Platte: 16,8 × 21,1 cm, Blatt: 38,3 × 56 cm
- 1911: «Liebeslied», Blatt: 27,5 × 16,8 cm
- 1911: «Neujahr 1912», Platte: 13,6 × 9,7 cm
- 1911: «Neid, ohnmächtiger Neid», Platte: 24 × 28 cm, Blatt: 29 × 50 cm
- 1911: «Ouchy», Platte: 6,5 × 7,7 cm, Blatt: 33,4 × 26,8 cm
- 1911: «Parvenus des Geistes», Platte: 10,5 × 11,5 cm, Blatt: 26,5 × 29 cm
- 1911: «Besuchskarte Anna Eggimann», Platte: 3,8 × 8,7 cm, Blatt: 18,2 × 34,3 cm
- 1912: «Besuchskarte Georg Bein», Platte: 3,1 × 7,9 cm, Blatt: 6,2 × 10,8 cm
- 1912: «Der Bürokrat», Platte: 23,8 × 12,1 cm, Blatt: 56 × 38,3 cm
- 1912: «Dämonie der Leidenschaft», Platte: 24,8 × 21,1 cm, Blatt: 56,1 × 38,3 cm
- 1912: «Erlösung», Platte: 45,3 × 32,1 cm, Blatt: 76,4 × 52,4 cm
- 1912: «Frühlingsnahen», Platte: 15,2 × 12 cm, Blatt: 56 × 38,3 cm
- 1912: «Mostro, der verzauberte Prinz», Platte: 21,2 × 10,1 cm, Blatt: 55,9 × 38,2 cm
- 1912: «Neujahrskarte 1913», Platte: 14 × 9,2 cm, Blatt: 21,8 × 15,8 cm
- 1912: «Sperrsitz», Platte: 36,2 × 27,3 cm, Blatt: 76,5 × 56 cm
- 1912: «Tragödie», Platte: 19,5 × 24,5 cm, Blatt: 38,2 × 56 cm
- 1912: «Werbung», Platte: 19,9 × 16,7 cm, Blatt: 56 × 38,2 cm
- 1913: «An Adolf Farner-Seiler †», Platte: 21,9 × 16,1 cm, Blatt: 36,4 × 28,2 cm
- 1913: «In memoriam E. T. A. Hoffmann», Platte: 46,2 × 31,7, Blatt: 70,9 × 53,1 cm
- 1913: «Krieg und Diplomatie», Blatt: 25,3 × 14,6 cm
- 1913: «Neujahr 1914 Weihnacht im Wunderland», Platte: 11 × 15 cm, Blatt: 18 × 24 cm
- 1914: «Geburtsanzeige Armbruster», Platte: 9,5 × 6,4 cm, Blatt: 19,3 × 14,1 cm
- 1914: «Geburtsanzeige Rudolf Ferdinand Wyss», Platte: 8,4 × 9,7 cm, Blatt: 14 × 19 cm
- 1915: «Der Sieger», Platte: 35,1 × 23 cm, Blatt: 72 × 44,7 cm
- 1915: «Erinnerungsblatt Inf. Reg. 15», Blatt: 38 × 28 cm
- 1915: «Mobilisation 1914», Blatt: 51 × 67 cm
- 1915: «Neujahr 1916», Platte: 11 × 21 cm, Blatt: 18 × 28 cm
- 1916: «Einsamkeit», Platte: 18 × 27 cm, Blatt: 30 × 36 cm
- 1916: «Mainacht», Platte: 18 × 21 cm, Blatt: 25,5 × 27 cm
- 1917: «Friedenssehnsucht», Platte: 35,7 × 27 cm, Blatt: 58,4 × 44,8 cm
- 1917: «Mein Atelier», Platte: 18 × 23 cm
- 1917: «Pro memoria Gustav Fueter», Platte: 23,6 × 19 cm, Blatt: 44,8 × 36 cm
- 1918: «Nächtlicher Tanz», Blatt: 36 × 45 cm
- 1919: «Dezember, Weihnacht im Wunderland (Künstlerkalender 1920)», Platte: 11 × 15 cm, Blatt: 18 × 24 cm

Einzelblätter
- 1920: «In memoriam Emil Alfred Rudolf Tobler 1873–1920», Blatt: 50 × 54,8 cm
- 1921: «Verlobungsanzeige Nater-Leitha», Platte: 12,5 × 8,5 cm, Blatt: 20,9 × 14 cm
- 1922: «Menukarte Nater-Leitha (15. Mai 1922)», Platte: 8,6 × 8,1 cm, Blatt: 18 × 14,9 cm
- 1922: «Und Jesus ging heraus…», Platte: 37,7 × 27 cm, Blatt: 59,1 × 43,8 cm
- 1923: «Politiker (Studie, koloriert)», Platte: 16,4 × 16,5 cm, Blatt: 31,6 × 32,1 cm
- 1923: «Geburtsanzeige Gertrud Pappe», Platte: 9,7 × 11 cm, Blatt: 13,3 × 14,9 cm
- 1923: «Glückwunschkarte Pappe-Schweinfurth», Platte: 10 × 6,8 cm, Blatt: 18 × 14 cm
- 1926: «Geburtsanzeige Morf Basel», Platte: 7,4 × 6,5 cm, Blatt: 16,4 × 12,1 cm
- 1926: «Portrait Weyermann † (nach Photo)»
- 1926: «Hochzeitskarte, Berner Münster mit Plattform», Platte: 6,4 × 8,1 cm, Blatt: 10,8 × 17,7 cm
- 1928: «Neujahrskarte F. u. F. Pappe» (November), Platte: 11 × 8,1 cm, Blatt: 18,2 × 13,6 cm

Mappenwerke – Erste Serie 1910 (15 Blätter)
- «Buch des Architekten Hans Eggimann», Platte: 12,8 × 12,9 cm, Blatt: 35 × 41 cm
- «Anna Eggimann», Platte: 8,7 × 8 cm, Blatt: 41,3 × 35,5 cm
- «EXMUSICIS Eggimann», Platte: 17,4 × 12,8 cm, Blatt: 41,2 × 35,5 cm
- «Fritz Hügli, Bern», Platte: 14 × 10,4 cm, Blatt: 41,4 × 35,3 cm
- «H. E.: Weg zur Unsterblichkeit», Platte: 10 × 6,7 cm, Blatt: 41,7 × 35,4 cm
- «Arbeitslos», Blatt: 27 × 15,5 cm
- «Das Leben», Blatt: 54,5 × 37 cm
- «Das Sterben», Blatt: 40,5 × 24,5 cm
- «Das Verlangen», Blatt: 16,5 × 22,4 cm
- «Der Ämtlifresser», Blatt: 13,5 × 10,5 cm
- «Der Arzt», Blatt: 29 × 35 cm
- «Der Radierer», Platte: 11,5 × 9,5 cm
- «Die Einfalt», Blatt: 56 × 38 cm
- «Kritteln kann der enge Schulverstand, doch schaffen nur…», Blatt: 21,4 × 13,8 cm
- «Nach dem Familienkonzert», Platte: 14 × 15 cm, Blatt: 28,7 × 33 cm

Zweite Serie 1911 (12 Blätter)
- «Abendfrieden», Platte: 22,1 × 31,6 cm, Blatt: 38,3 × 56,1 cm
- «Am Genfersee», Platte: 10,9 × 16,8 cm, Blatt: 38,2 × 55,9 cm
- «Der Frühlingsdichter», Platte: 14,5 × 17,2 cm, Blatt: 38 × 55,9 cm
- «Der Nörgler», Blatt: 56 × 38,5 cm
- «Der Protz», Platte: 19,1 × 9,9 cm, Blatt: 55,8 × 38 cm
- «Der Weltverächter», Platte: 18 × 23 cm
- «Die Verleumdung I», Blatt: 20,5 × 15 cm
- «Die Verleumdung II»
- «Kennst du das Land wo…»
- «Liebeslied», Blatt: 27,5 × 16,8 cm
- «Neid, ohnmächtiger Neid», Platte: 24 × 28 cm, Blatt: 29 × 50 cm
- «Parvenus des Geistes», Platte: 10,5 × 11,5 cm, Blatt: 26,5 × 29 cm

Dritte Serie 1912 (7 Blätter)
- «Der Bürokrat», Blatt: 23,5 × 12 cm
- «Dämonie der Leidenschaft», Platte: 24,8 × 21,1 cm, Blatt: 56,1 × 38,3 cm
- «Erlösung», Platte: 45,3 × 32,1 cm, Blatt: 76,4 × 52,4 cm
- «Frühlingsnahen», Platte: 15,2 × 12 cm, Blatt: 56 × 38,3 cm
- «Sperrsitz», Blatt: 36,2 × 27,3 cm
- «Tragödie», Platte: 19,5 × 24,5 cm, Blatt: 38,2 × 56 cm
- «Werbung», Platte: 19,9 × 16,7 cm, Blatt: 56 × 38,2 cm
- «Erlösung», Platte: 45,3 × 32,1 cm, Blatt: 76,4 × 52,4 cm

Vierte Serie«Das Jahr», Selbstverlag 1921 (12 Blätter)
- Nr. 01 – 1921 «Das Jahr», Platte: 22,4 × 14,3 cm, Blatt: 44,5 × 35,8 cm
- Nr. 02 – 15. Dezember 1920 «Winternacht», Platte: 14,8 × 22 cm, Blatt: 35,9 × 44,7 cm
- Nr. 03 – 1921 «Carneval (Heimkehr)», Platte: 18,1 × 23,2 cm, Blatt: 44,7 × 36 cm
- Nr. 04 – 1921 «Frühlingserwachen», Platte: 16,7 × 23,4 cm, Blatt: 36,1 × 44,5 cm
- Nr. 05 – 1921 «Blütezeit», Platte: 21,1 × 16,7 cm, Blatt: 44,7 × 35,8 cm
- Nr. 06 – 1921 «Walpurgisnacht (Abfahrt)», Platte: 17,5 × 23,2 cm, Blatt: 36 × 44,8 cm
- Nr. 07 – 1921 «Sommertag», Platte: 18,9 × 14,1 cm, Blatt: 44,9 × 36,3 cm
- Nr. 08 – 1921 «Schwüler Tag, Sommerschwüle», Platte: 21,3 × 17,3 cm, Blatt: 44,9 × 36,1 cm
- Nr. 09 – 1921 «Sommernacht (Susanna im Bade)», Platte: 20,7 × 14,8 cm, Blatt: 45 × 35,8 cm
- Nr. 10 – 1921 «Herbstidyll», Platte: 17,5 × 23,2 cm, Blatt: 36 × 44,7 cm
- Nr. 11 – 1921 «Herbstwanderung», Platte: 13,7 × 22,4 cm, Blatt: 36,2 × 44,7 cm
- Nr. 12 – 4. Juli 1921 «Weihnachtswunder», Platte: 18,1 × 23,1 cm, Blatt: 35,9 × 44,7 cm

Fünfte Serie«Satiren», Selbstverlag 1923 (8 Blätter)
- Nr. 01 – 1923 «Die Erschaffung des Adams», Platte: 15,9 × 10,9 cm, Blatt: 33,1 × 23,8 cm
- Nr. 02 – 1923 «König Mammon (Mammonsopfer)», Platte: 15,9 × 11 cm, Blatt: 32,9 × 24 cm
- Nr. 03 – 1923 «Der Weg der guten Vorsätze», Platte: 15,7 × 11 cm, Blatt: 32,9 × 24 cm
- Nr. 04 – 1923 «Juristische Wäschereien», Platte: 15,9 × 10,9 cm, Blatt: 32,9 × 24 cm
- Nr. 05 – 1923 «Beim Wunderdoktor», Platte: 15,7 × 10,8 cm, Blatt: 33 × 24 cm
- Nr. 06 – 1923 «Klatsch», Platte: 15,8 × 10,9 cm, Blatt: 33 × 24 cm
- Nr. 07 – 1923 «Kunstproleten», Platte: 15,9 × 11 cm, Blatt: 33 × 23,9 cm
- Nr. 08 – 1923 «Kritikaster», Platte: 15,8 × 10,8 cm, Blatt: 33 × 24 cm

Sechste Serie«Mensch und Natur», Selbstverlag 1928 (8 Blätter)
- Nr. 01 – 1928 «Ferien», Platte: 15,8 × 11,5 cm, Blatt: 32,9 × 24 cm
- Nr. 02 – 03, 1927 «Dolce far niente», Platte: 15,9 × 10,8 cm, Blatt: 32,9 × 24 cm
- Nr. 03 – 05, 1927 «Respektlos», Platte: 15,7 × 10,8 cm, Blatt: 32,9 × 24 cm
- Nr. 04 – 1928 «Griesgram», Platte: 15,7 × 10,8 cm, Blatt: 32,9 × 24 cm
- Nr. 05 – 02, 1927 «Das Poetlein», Platte: 15,7 × 10,8 cm, Blatt: 32,9 × 24 cm
- Nr. 06 – 01, 1927 «Entomologen», Platte: 15,7 × 10,9 cm, Blatt: 32,9 × 24 cm
- Nr. 07 – 01, 1928 «Versuchung», Platte: 15,7 × 10,8 cm, Blatt: 32,9 × 24 cm
- Nr. 08 – 04, 1927 «Heimkehr (Heimweg)», Platte: 15,8 × 11,5 cm, Blatt: 32,9 × 24 cm

## Exlibris
- 1909 «Buch des Architekten Hans Eggimann», Platte: 12,8 × 12,9 cm, Blatt: 35 × 41 cm
- 1909 «Anna Eggimann», Holz, Blatt: 13,8 × 10,1 cm
- 1909 «Anna Eggimann, Mein Buch. Figur mit Hund», Autotypie, Platte: 10,5 × 6,1 cm, Blatt: 14 × 10,2 cm
- 1909 «Emma Eggimann, Zwischen Baume sitzend Lesender mit Blütenkranz», Autotypie, Platte: 6,9 × 4,1 cm, Blatt: 17,5 × 11,9 cm
- 1909 «Exlibris, neben Birke Stehende, zu fernen Tempel auf Fels blickend», Platte: 6,2 × 9,8 cm
- 1910 «Anna Eggimann», Platte: 8,7 × 8 cm, Blatt: 41,3 × 35,5 cm
- 1910 «Büchler, Bern», Holzschnitt, Platte: 11 × 6,7 cm, Blatt: 14,5 × 10 cm
- 1910 «EXMUSICIS Eggimann», Platte: 17,4 × 12,8 cm, Blatt 41,2 × 35,5 cm
- 1910 «Fritz Hügli, Bern», Platte: 14 × 10,4 cm, Blatt: 41,4 × 35,3 cm
- 1910 «H. E.: Weg zur Unsterblichkeit», Platte: 10 × 6,7 cm, Blatt: 41,7 × 35,4 cm
- 1911 «Elsener-Egger», Blatt: 15 × 11,3 cm
- 1912 «EXLIBRIS MUSICIS Gian Bundi», Platte: 17,3 × 10,9 cm, Blatt: 26,9 × 19,2 cm
- 1912 «EXMUSICIS Alice Elsener», Platte: 13,6 × 9,3 cm, Blatt: 19 × 14 cm
- 1912 «Bronano Charles, Apotheker Bern»
- 1912 «Pochon, François-Frédéric», Platte: 7 × 10,5 cm, Blatt: 15,4 × 11,6 cm
- 1912 «Walter Minnich», Platte: 9,7 × 6,7 cm, Blatt: 13 × 8,3 cm
- 1913 «Alice F. Elsener», Platte: 9,7 × 8 cm, Blatt: 24,1 × 17,9 cm
- 1913 «Ch. Elsener», Platte: 11,4 × 8,3 cm, Blatt: 24,5 × 17,5 cm
- 1913 «Frida Elsener, Frau und Reh vor Gebirgslandschaft», Platte: 13,9 × 10,3 cm, Blatt: 25,1 × 18,9 cm
- 1913 «Frida Haubensack», Platte: 8,4 × 6,1 cm, Blatt: 13,2 × 10,1 cm
- 1913 «Lisi Welti», Platte: 7,7 × 6 cm, Blatt: 14,5 × 11,4 cm
- 1913 «Sissy’s Buch, Singvogel auf Hecke, dahinter Frau, aus Fenster schauend, und Haus», Platte: 8,5 × 6,2 cm, Blatt: 14,2 × 11,4 cm
- 1914 «Georg Bäriswil», Platte: 17 × 13,2 cm, Blatt: 26,5 × 19,5 cm
- 1914 «Helen Leuzinger», Platte: 9,8 × 6,8 cm, Blatt: 19 × 13,9 cm
- 1914 «Mike Zweigenhaft», Platte: 10,4 × 6,8 cm, Blatt: 13,7 × 9,8 cm
- 1914 «Prof. Dr. Walthard», Platte: 10,5 × 7,1 cm, Blatt: 18,9 × 12,6 cm
- 1914 «Rudolf Weiss», Platte: 8,9 × 5,9 cm, Blatt: 13,7 × 10 cm
- 1915 «Elise Tschanz», Platte: 10 × 7,3 cm, Blatt: 12,4 × 9,5 cm
- 1915 «Erika Schwarz»
- 1915 «Frida Elsener», Platte: 12,5 × 8,8 cm, Blatt: 23 × 15 cm
- 1915 «Hermann Stucker», Platte: 12 × 9,4 cm, Blatt: 18,8 × 13,9 cm
- 1915 «Humanitas Davos», Platte: 8,2 × 7,7 cm, Blatt: 16,2 × 12,8 cm
- 1915 «Pfarrer Emil Ryser», Platte: 9,1 × 6,9 cm, Blatt: 17,2 × 13,8 cm
- 1915 «Schweizerische Gutenbergstube in Bern», Blatt: 15,4 × 11 cm
- 1916 «A. R. Peytriguet», Platte: 11,1 × 8,4 cm, Blatt: 18,6 × 14,4 cm
- 1916 «Armin Hodler»
- 1916 «Gugelmann-Bosshard»
- 1916 «Gugelmann-Legler», Platte: 8 × 6 cm, Blatt: 14,9 × 11,7 cm
- 1916 «Gustave Bridel», Platte: 10,8 × 6,9 cm, Blatt: 25,8 × 16,6 cm
- 1916 «Heinrich Korrodi», Platte: 12,1 × 9,7 cm, Blatt: 18 × 20,4 cm
- 1916 «Hugo Schlosser», Platte: 9,1 × 7,1 cm, Blatt: 20,8 × 16 cm
- 1916 «Margrit Stucker», Platte: 11,8 × 11 cm, Blatt: 18,3 × 16,8 cm
- 1916 «Max Lauterburg»
- 1916 «Theda Tobler», Platte: 15,3 × 10,1 cm, Blatt: 24,1 × 22,5 cm
- 1916 «Theodor Tobler», Platte: 15,4 × 10,2 cm, Blatt: 26,9 × 19,4 cm
- 1917 «Berta Volkmann», Platte: 9,5 × 7,5 cm, Blatt: 13 × 10,6 cm
- 1917 «Hans Ringger», Platte: 9,8 × 6,2 cm, Blatt: 16,2 × 12,5 cm
- 1917 «Karl Hoch»
- 1917 «Marguerite Wäber», Blatt: 68 × 15,9 × 11 cm
- 1917 «Robert Schöpfer»
- 1917 «Schweizerische Gutenbergstube Bern», Platte: 10,7 × 7,6 cm, Blatt: 19,1 × 13 cm
- 1918 «Dr. med. Ernst Haas», Platte: 9,2 × 6,4 cm, Blatt: 13,5 × 10,4 cm
- 1918 «Schweizerische Grossloge Alpina»
- 1919 «Dr. Walter Lehmann», Platte: 8,9 × 5,8 cm, Blatt: 12,8 × 9,4 cm
- 1919 «Emil Marti», Platte: 9,1 × 6,9 cm, Blatt: 20,1 × 14,1 cm
- 1919 «Georg Bein», Platte: 18,8 × 15,3 cm, Blatt: 22,6 × 22 cm
- 1919 «Sam Haas»
- 1920 «Anton Bippi», Platte: 15,1 × 9,4 cm, Blatt: 35,3 × 23,8 cm
- 1920 «Alfred Hoffmann», Platte: 10 × 7,3 cm, Blatt: 14,9 × 12,1 cm
- 1920 «Alice F. Elsener», Platte: 8,6 × 6,2 cm, Blatt: 16,3 × 12,7 cm
- 1920 «Cornelius Schobel», Platte: 9,2 × 6,3 cm, Blatt: 14,5 × 12 cm
- 1920 «Janne Déglisle», Platte: 9,5 × 6,5 cm, Blatt: 22,1 × 16 cm
- 1920 «Marthe Blaser», Platte: 11,2 × 7,9 cm, Blatt: 21,5 × 16,4 cm
- 1920 «Roesti-Cramer», Platte: 8,8 × 6,4 cm, Blatt: 12,3 × 10,1 cm
- 1920 «Schwesternbibliothek Lindenhof», Platte: 9,6 × 6,1 cm, Blatt: 13,8 × 10,5 cm
- 1920 «Walo Hohl», Platte: 7,8 × 5,6 cm, Blatt: 12 × 8,9 cm
- 1921 «Charles Bornard», Platte: 9,6 × 7 cm
- 1921 «Eduard Tenger», Platte: 9,3 × 5,9 cm, Blatt: 22,2 × 12,4 cm
- 1921 «Grein-Osius», Platte: 8,7 × 6 cm, Blatt: 17 × 14,6 cm
- 1922 «Annie W. Franchot», Platte: 9,5 × 6,3 cm, Blatt: 15,1 × 12 cm
- 1922 «Emil Jung», Platte: 15,6 × 11,2 cm, Blatt: 28,1 × 19,4 cm
- 1922 «Hans und Hanni Vogt-Beer», Platte: 8,7 × 6,2 cm, Blatt: 15,8 × 12 cm
- 1923 «A. und M. Holzer-Herrmann», Platte: 14 × 9,9 cm, Blatt: 24 × 16,5 cm
- 1923 «Frieda Bürki», Platte: 9,5 × 6,5 cm, Blatt: 16 × 12,1 cm
- 1923 «Frieda Jäggi»
- 1923 «Fritz Eggimann (Alpin)», Platte: 9,6 × 6,1 cm, Blatt: 16,2 × 12,8 cm
- 1924 «Dr. med. Ernst Anderes», Platte: 10 × 7,4 cm, Blatt: 14,4 × 11,3 cm
- 1924 «H. Kutter», Platte: 10,5 × 6,5 cm, Blatt: 15,8 × 10,7 cm
- 1924 «Hugo E. Aeberhardt», Platte: 13,3 × 9,7 cm, Blatt: 24 × 16,3 cm
- 1924 «Gorge Munson», Platte: 9,7 × 6,5 cm, Blatt: 18 × 12 cm
- 1924 «Nicholas van Vranken Franchot I», Platte: 9,4 × 7,5 cm, Blatt: 15,5 × 11,2 cm
- 1925 «Freysz-Scheller», Platte: 10,3 × 6,8 cm, Blatt: 18 × 11,6 cm
- 1925 «S. Orustein», Platte: 9,1 × 6,6 cm, Blatt: 16,2 × 11,1 cm
- 1926 «F. Elsener», Platte: 11,8 × 7,9 cm, Blatt: 21 × 15 cm
- 1926 «Milli Guggisberg», Platte: 8,9 × 6,3 cm, Blatt: 16,3 × 12,6 cm
- 1927 «Clara Rychner (Frau Dr. Rychner)», Platte: 9,2 × 6,4 cm, Blatt: 15 × 12,4 cm
- 1927 «Dr. Hermann Rennefahrt (Bern)», Platte: 8,2 × 6,3 cm, Blatt: 13,8 × 10,8 cm
- 1927 «Elsbeth Guggisberg (September)», Platte: 9,1 × 6,6 cm, Blatt: 16,3 × 12,7 cm
- 1927 «Hans Ryser, Pfarrer Zweisimmen», Platte: 8,9 × 6,3 cm, Blatt: 16,2 × 11,9 cm
- 1927 «Nicholas van Vranken Franchot II», Platte: 9,3 × 7,3 cm, Blatt: 12,3 × 10,4 cm
- 1927 «O. Kesselring (Brasiliensis-Helveto)», Platte: 8 × 5,6 cm, Blatt: 14,5 × 11,3 cm
- 1928 «PEFAC (Peter Gegenbauer, Wil SG)», Platte: 11,7 × 10,1 cm, Blatt: 22,8 × 17,1 cm
- «F. Elsener. An Ufermauer in südländischer Landschaft Sitzende, auf Felsburg im Meer blickend», Platte: 8,8 × 13 cm
- «Alfred Liechty», Autotypie
- «Elsener-Egger», Autotypie, Platte: 10,7 × 8,1 cm, Blatt: 15,8 × 13,4 cm
- «E. Lohner», Strichätzung, Platte: 8,3 × 6,2 cm, Blatt: 13,8 × 10,9 cm
- «Gagg-Leiner», Autotypie, Platte: 10,4 × 6,9 cm, Blatt: 15,2 × 11 cm
- «Hans Eggimann», Holz, Platte: 9,6 × 6,2 cm, Blatt: 17,6 × 12,8 cm
- «Hermann Liechty», Strichätzung, Platte: 10 × 7 cm, Blatt: 15,2 × 11 cm
- «Kummer», Autotypie
- «Mina Müller», Autotypie, Platte: 10,3 × 7,4 cm, Blatt: 15,3 × 11 cm
- «Schweizerische Gutenbergstube», Autotypie, Platte: 10,9 × 6,6 cm, Blatt: 15,3 × 10,8 cm

## Gemälde
- «Sommerlandschaft mit Pilgerweg und Figur (Frühwerk)», Tempera / Papier, 39,5 × 48,5 cm
- 1907 «Wandersmann (sign. H. E. / 07)», Aquarell / Papier
- 1909 «Villa im Abendrot», Tempera / Papier, 36,2 × 34,5 cm
- 1914 «Herbstnachmittag», Öl
- 1914 «Aufziehendes Gewitter», Öl
- 1914 «Die verzauberte Prinzessin», Öl / Leinwand, 54 × 32 cm
- 1914 «Das Märchen vom goldenen Ring», Tempera / Papier, 32 × 23,5 cm
- 1914 «Befreiung», Tempera
- 1915 «Das tapfere Prinzlein», Tempera
- 1915 «Nächtlicher Tanz», Tempera
- 1915 «Melancholie», Tempera
- 1916 «Kartenschlägerin», Tempera
- 1916 «Schatzgräber», Tempera
- 1916 «Wahrsagerin», Tempera / Papier, 30,4 × 25,5 cm
- 1916 «Sturm (Lebensalter) (Aeolus)», Tempera
- 1916 «Klippen I», Tempera
- 1916 «Dekoration z. Schönen Belinda», Aquarell / Karton, 32,4 × 28 cm
- 1917 «Sommertag (Stadt)», Tempera
- 1917 «Winternacht (Stadt)», Tempera / Papier, 37,4 × 27,6 cm
- 1917 «Heisser Sommertag (Siesta)», Tempera
- 1917 «Der wahre Tröster», Tempera
- 1918 «Der Riese Goliath», Tempera / Papier, 42,6 × 36,6 cm
- 1918 «Schlafender Faun», Tempera
- 1918 «Berner Schützenmatte (Messe)», Tempera / Papier, 39,3 × 51,5 cm
- 1919 «Im Wunderland», Tempera
- 1919 «Winterabend im Gebirge», Tempera
- 1919 «Aus alter Zeit (Kehrsatz v. 100 Jahren)», Tempera
- 1919 «Im Wunderschloss», Tempera
- 1919 «Zur Sommerzeit», Tempera
- 1919 «Sommeridyll», Tempera
- 1919 «Sturm», Tempera
- 1919 «Alt Zermatt (Englische Kirche)», Tempera / Papier, 41 × 31,5 cm
- 1919 «Alt Zermatt I», Tempera
- 1919 «Winkelmatten (Zermatt), Nachtlied», Tempera
- 1919 «Winkelmatten (Zermatt), Tag», Tempera
- 1920 «Zermatt (Friedhof)», Tempera
- 1920 «Alt Zermatt mit Matterhorn (heisser Sommertag)», Tempera / Leinwand, 40 × 30 cm
- 1920 «Kahnfahrt», Tempera
- 1920 «Selbstbildnis», Tempera / Papier, 43 × 35,5 cm
- 1921 4. Januar «Eine wahre Begebenheit», Tempera / Papier, 15,5 × 10,7 cm
- 1921 «Klippen II», Tempera
- 1922 29. Mai «Zur Geburt M. A. Tobler (Rundbild)», Tempera / Papier, ⌀ 12,7 cm
- 1922 «Bergpredigt, und Jesus ging heraus…», Tempera / Papier, 37,5 × 28 cm
- 1922 «Pfisterhöfli», Tempera
- 1922 2. Juni «Waldlichtung (zum Glasbrunnen)», lavierte Tusche, P0,6 17,6 × 18,3 cm
- 1922 20. Dezember «Walpurgisnacht», Öl / Leinwand, 55,5 × 75,8 cm
- 1923 «Politiker», Öl
- 1923 «Savoyarden (alte Stadt)», Öl
- 1923 «Sommernacht (Mainacht)», Öl
- 1924 «Traumland», Öl / Leinwand, 55 × 75,5 cm
- 1924 «Die blaue Blume (Romantik)», Öl / Leinwand, 30 × 40 cm
- 1925 «Bergkirche (Filisurmotiv)», Öl / Leinwand, 62 × 45 cm
- 1925 «Variété», Öl / Leinwand, 75 × 45 cm
- 1925 «Danseuse», Öl / Leinwand, 82 × 55,2 cm
- 1926 «Circus Helvetia», Öl
- 1926 «Riffelalp-Phantasie, Alpenphantasie», Öl / Leinwand, 80 × 11 cm
- «Herbstlandschaft», Öl / Leinwand, 36 × 51 cm
- «Puppentheater Faust»
- «Villa auf Uferfelsen am Meer», Gouache / Papier, 40 × 34,5 cm
- «Mann mit schwarzem Dackel», Aquarell / Papier, 18,8 × 10,5 cm
- «Bei Trefler (Dame)», Aquarell / Papier, 18,6 × 10,5 cm

## Zeichnungen
«Skizzen aus Bern» W. Goeppelers Verlag, Bern 1898 (12 Tafeln)
- Nr. 01 – «Bern, Historisches Museum», 20,8 × 12,5 cm
- Nr. 02 – «Bern, 4 Schlusssteine», 22,9 × 14,9 cm
- Nr. 03 – «Bern, Bubenbergrain», 21,7 × 12 cm
- Nr. 04 – «Bern, Schmiedeeisen. 6 Motive», 21,3 × 14,5 cm
- Nr. 05 – «Bern, A. Münster Chorstuhl. B. Kapitäl.», 22 × 14,9 cm
- Nr. 06 – «Bern, Historisches Museum», 22 × 12,9 cm
- Nr. 07 – «Bern, 3 Kapitäle», 22,9 × 13,9 cm
- Nr. 08 – «Bern, Postgasse 62», 20,4 × 14,1 cm
- Nr. 09 – «Bern, Stadttheater. 3 Details», 13,6 × 22,9 cm
- Nr. 10 – «Bern, Schmiedeeisen. 6 Details», 22,9 × 15,1 cm
- Nr. 11 – «Bern, Nydeckkirche», 20,9 × 13,8 cm
- Nr. 12 – «Bern, 4 Details», 22,2 × 14,5 cm

- 1899 «Paris, Pantheon», Kohlestift / Papier, 24,5 × 15,5 cm
- «Jahreszeiten», Tinte, 11 × 7,5 cm
- «Johannistrieb», Bleistift, 19,5 × 13,5 cm
- «Susanna im Bade», Bleistift, 18,5 × 13 cm
- «Tanz im Blumenhain», Gouache / Papier, 29,5 × 34,5 cm

## Lithografien
- Nr. 01 «Kopf, Wespe auf Nase», Bild: 14,2 × 12,9 cm, Blatt: 27,7 × 20 cm
- Nr. 02 «Bauernkopf mit Hut», Bild: 13,9 × 15,3 cm, Blatt: 24,7 × 20,3 cm
- Nr. 03 «Stürzender Skifahrer», Bild: 17,5 × 11,8 cm, Blatt: 18,6 × 17,8 cm
- Nr. 04 «Gestürzter Schlittenfahrer», Bild: 14,9 × 10,5 cm, Blatt: 19,1 × 10,5 cm
- Nr. 05 «Kirche im Bergdorf», Bild: 25,8 × 16,8 cm, Blatt: 31,8 × 20 cm

## Nutzgrafik
- 1905 Plakat «Grand Hotel Belvédère, Davos»
- 1912 Plakat «CFF, Paris-Lion-Médit. / Suisse-France-Angleterre-Italie»
- 1912 Postkarte «Bundesfeier»
- 1913 Postkarte «Bundesfeier»
- 1913 Plakat «Pro Sempione» Tourismus, Printed by Orell Füssli Zürich, 75 × 104 cm
- 1913 Reklameentwurf «Wagnersche Verlagsanstalt, Bern»
- 1913 Vignette «Hotel Bellevue Palace, Bern»
- 1913 Vignette «Hotel Schweizerhof, Bern»
- 1913 Dekoration auf Blechdose «Cacao Tobler»
- 1914 Reklamemarken «Chocolat Tobler» (Einzelmarken vor Zwölfer-Serien), Plakate, Inserate, Drucksachen bereits vor 1914
- 1914 Für die Schweizerische Landesausstellung 1914 (Bern) kreierte er den offiziellen Monumentalplan
- 1914 Werbeplakat Papeterie Kaiser & Co. in Bern
- 1914 Postkartenserie «6 humoristische Zeichnungen, Verlag Kaiser & Cie. Bern», 12,3 × 8 cm / 14 × 9 cm
- 1918 Inserat «Herm. Denz, Clichés, Bern»
- 1918 Inserat «Omega Uhren, Biel»
- 1924 Inserat «Turmac Cigaretten»
- 1927 Plakat «Golden Shell»
- 1927/1928 verschiedene Arbeiten «Grand Hotel Belvédère, Davos»